# Premio Lowe's Senior CLASS al mejor Baloncestista Masculino
El Premio Lowe's Senior CLASS al mejor Baloncestista Masculino (en inglés, Lowe's Senior CLASS Award) es un premio anual otorgado al baloncestista-estudiante universitario más destacado en su último curso (senior) de la División I de la NCAA. El acrónimo "CLASS" significa Celebrating Loyalty and Achievement for Staying in School. El premio fue fundado en 2001 y es presentado por Lowe's.

## Ganadores
| Temporada | Jugador          | Universidad    |
| --------- | ---------------- | -------------- |
| 2000–01   | Shane Battier    | Duke           |
| 2001–02   | Juan Dixon       | Maryland       |
| 2002–03   | David West       | Xavier         |
| 2003–04   | Jameer Nelson    | Saint Joseph's |
| 2004–05   | Wayne Simien     | Kansas         |
| 2005–06   | J. J. Redick     | Duke           |
| 2006–07   | Alando Tucker    | Wisconsin      |
| 2007–08   | Shan Foster      | Vanderbilt     |
| 2008–09   | Tyler Hansbrough | North Carolina |
| 2009–10   | Da'Sean Butler   | West Virginia  |
| 2010–11   | Jimmer Fredette  | Brigham Young  |
| 2011–12   | Robbie Hummel    | Purdue         |
| 2012–13   | Jordan Hulls     | Indiana        |
| 2013–14   | Doug McDermott   | Creighton      |
| 2014–15   | Alex Barlow      | Butler         |
| 2015–16   | Denzel Valentine | Michigan State |
| 2016–17   | Josh Hart        | Villanova      |
| 2017–18   | Jevon Carter     | West Virginia  |
| 2018–19   | Luke Maye        | North Carolina |
| 2019–20   | Markus Howard    | Marquette      |
| 2020–21   | Luka Garza       | Iowa           |
| 2021–22   | Jacob Gilyard    | Richmond       |